# Norbà (cognom)
Norbà (en llatí Norbanus, també Norbannus) era un cognomen romà que van usar diverses gens o famílies. Es van distingir cap a finals de la República Romana.
El personatge més important amb aquest cognom va ser Gai Norbà, cònsol l'any 83 aC, del que no es coneix la seva gens encara que sense proves se li atribuí la Júnia. Sembla que Norbà s'havia convertit en un nom de família i de vegades portaven un cognom afegit (per exemple el cònsol del 83 aC apareix als Fasti amb el cognom Bulb, i altres membres de la seva família amb el cognom Flac).